# لينارت وينغ
لينارت وينغ (بالسويدية: Lennart Wing)‏ هو مدرب كرة قدم ولاعب كرة قدم سويدي، ولد في 7 أغسطس 1935 في غوتنبرغ في السويد. شارك مع منتخب السويد لكرة القدم. أما مع النوادي، فقد لعب مع دندي يونايتد ونادي أورغريته.

## مسيرته الكروية
لعب لينارت وينغ خلال مسيرته الاحترافية مع ناديين في أربعة عشر موسمًا وسجل خلالها 12 هدفًا ضمن 217 مباراة. ولم يفز بأي موسم بالكأس أو بالدوري.
خاض لينارت وينغ مسيرته مع نادي أورغريته في موسم 1955–56 في المرة الأولى ليلعب معه تسعة مواسم ثم في عامي 1967-1969 ولمدة موسمين، مشاركًا طوالها في 150 مباراة سجل خلالها 3 أهداف. ثم انتقل إلى نادي دندي يونايتد في موسم 1964–65 واستمر معه طيلة ثلاثة مواسم، حيث شارك في 67 مباراة سجل خلالها 9 أهداف.

## وصلات خارجية
- لينارت وينغ على موقع قاعدة بيانات كرة القدم.إي يو (الإنجليزية)
- لينارت وينغ على موقع ناشيونال فوتبول تيمز (الإنجليزية)
- لينارت وينغ على موقع عالم كرة القدم.نت (الإنجليزية)